# Öratjärnen (Torps socken, Medelpad, 694246-152091)
Öratjärnen är en sjö i Ånge kommun i Medelpad och ingår i Ljungans huvudavrinningsområde. Sjön är 7 meter djup, har en yta på 0,03 kvadratkilometer och befinner sig 341 meter över havet.